# 协调客观还原
协调客观还原（ 英語：Orchestrated objective reduction，简称）是一个有争议的意识假说。该假说认为意识是在神经元内部的量子水平上产生的，而非传统观点所认为的意识是神经元之间连接的产物。该机制的核心是一种被称为客观还原的量子过程，基于神经元内微管之间的协调作用。该假说是对意识的困难问题的一个解答，并为自由意志提供了一种可能的机制。 诺贝尔物理学奖获得者罗杰·彭罗斯、麻醉学家和心理学家斯图尔特·哈默罗夫两人于1990年代初首次提出了这一模型假说，其结合了分子生物学、神经科学、药理学、哲学、量子信息论和量子引力等不同领域的理论方法。
主流理论认为意识是随着大脑神经元执行计算的复杂性增加而涌现的 ，但协调客观还原模型则认为意识源于细胞微管中众多量子比特所执行的不可计算的量子过程，这一过程在神经元中显著放大并进而产生了意识。这些量子比特是基于微管晶格的螺旋路径中振荡的偶极子所形成的叠加共振环。这种振荡或是源于由色散力而产生的电偶极子，或是源于由电子自旋（也可能是核自旋）而产生的磁偶极子。振荡发生在千兆赫、兆赫和千赫的频率范围内。协调则是指连接蛋白（例如微管相关蛋白）通过修改量子比特叠加态的时空分离来影响其叠加态还原的一种假想过程。这是基于彭罗斯用于诠释量子力学的客观坍缩理论，该理论假设存在一个控制量子态坍缩的客观阈值，与宇宙精细结构中这些量子态的时空曲率的差异有关。
协调客观还原模型从提出伊始就受到一些数学家、哲学家和科学家的批评。批评主要集中在三个问题上：一是彭罗斯对哥德尔不完备定理的解释；二是彭罗斯将不可计算性与量子事件联系起来的推理；三是某些学者认为大脑过于“温暖、潮湿和嘈杂”，无法避免退相干，因而也无法承载该模型所描述的量子现象。

## 背景

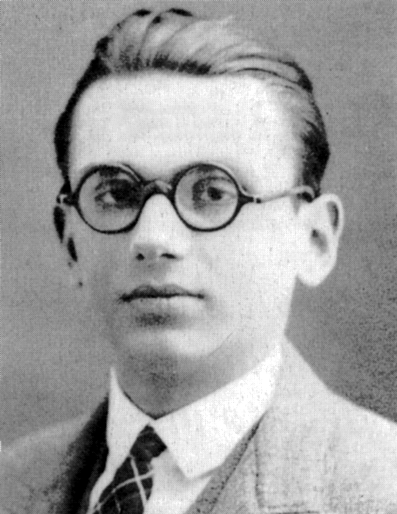
逻辑学家库尔特·哥德尔

1931年，数学家、逻辑学家库尔特·哥德尔提出了哥德尔不完备定理，证明了任何一个包含基本算术的系统都不可能是既自洽又完备的。换句话说，一个形式系统不能证明其自身的自洽性。类似的表述也被用来说明人类受到与机器相同的限制。然而，彭罗斯在其首部关于意识的书籍《皇帝新脑》（1989年）中则提出，哥德尔所说的那些无法证明的结论可以被人类数学家证明。 他认为这种差异意味着人类数学家不能被描述为形式证明系统，因此采用的是不可计算的物理过程。这被称为彭罗斯–卢卡斯论证。
如果这一说法是正确的话，我们仍需要解释大脑中不可计算行为的物理基础。大多数物理定律是可计算的。但彭罗斯认为波函数坍缩是不可计算的，因而或许能够用来解释这种不可计算的过程。在量子力学中，粒子的处理方式与经典力学不同，是由根据薛定谔方程演化的波函数来描述的。非定态波函数是系统本征态的线性叠加。当一个量子系统与一个经典系统相互作用时（即一个可观察量被测量时），从经典角度来看系统坍缩到了该可观察量的一个随机的本征态上。
如果坍缩是完全随机的，那么没有任何过程或算法可以确定性地预测其结果。彭罗斯认为坍缩过程或许能够作为他所假设的大脑中不可计算过程的物理基础。然而，他觉得由环境诱导的坍塌中的随机性很难真正作为大脑理解数学的基础。彭罗斯于是提出孤立系统可能会经历一种新的波函数坍缩，他称之为客观还原（objective reduction，简称），或称为客观坍缩（objective collapse）。
彭罗斯试图用他关于时空结构的想法来调和广义相对论和量子理论。他提出，在普朗克尺度上弯曲时空不是连续的，而是离散的。他进一步假设每个分离的量子叠加态都有其自身的时空曲率，可以看成是时空中的“小水泡”。彭罗斯认为引力对这些时空“小水泡”施加了作用，使其在普朗克尺度（10-35米）以上变得不稳定并坍缩为可能的本征态之一。彭罗斯的不确定性原理给出了客观还原的粗略阈值：
{\displaystyle \tau \approx \hbar /E_{G}}
其中
- {\displaystyle \tau }是发生客观还原需要的时间，
- {\displaystyle E_{G}}是叠加质量引起的引力自能量或时空的分离程度，
- {\displaystyle \hbar }是约化普朗克常数。

因此，一个物体的质能越大，它经历客观还原的速度就越快，反之亦然。原子级别的叠加需要1000万年才能达到客观还原阈值，而一个孤立的1千克重的物体仅需10-37秒便能达到阈值。介于这两个尺度之间的物体可能会在与神经处理相关的时间尺度上坍缩。
彭罗斯理论的一个基本特征是，当客观还原发生时，状态的选择既不是随机的，也不是由算法决定的。相反，状态是经由嵌入在普朗克尺度的时空几何中的一种“不可计算”的过程选择的，是时空结构的内在特性。彭罗斯声称这些信息是柏拉图式的，代表着纯粹的数学真理，进而与彭罗斯关于三个世界（物理世界、精神世界和柏拉图数学世界）的思想有关。在《意识的阴影》（1994年）一书中，彭罗斯曾简要地指出，这个柏拉图世界也可能包括审美和伦理价值，但他并没有对其进一步地研究。 
彭罗斯–卢卡斯论证受到一些数学家、计算机科学家、哲学家的批评， 他们从不同角度质疑这一论证。马文·闵斯基认为，既然人类可以相信错误的想法是真实的，人类对数学的理解就不需要是自洽的，因而意识可以具有确定性的基础。 所罗门·费弗曼认为，数学家的研究进展不是通过对证明的机械搜索，而是通过试错推理、洞察力与灵感，这些是机器没有的方法。 

## 协调客观还原
彭罗斯在《皇帝新脑》中从数学的角度、特别是以哥德尔定理为基础，概述了他对意识起源的理解，这可是看作是协调客观还原模型的前身，但当时他还没有提出一个具体如何在大脑中实现这种量子过程的详细假说模型。从事癌症与麻醉研究工作的斯图尔特·哈默罗夫对大脑过程十分有兴趣，他在读了彭罗斯的书后向他建议神经元内的微管可能是大脑中进行量子处理并最终导致意识的位置所在。两人在1990年代就协调客观还原理论进行了合作，而彭罗斯也在《意识的阴影》（1994年）一书中发表了该理论。 
哈默罗夫对该理论的贡献源于他对神经细胞骨架、特别是对微管的研究。随着神经科学的进展，细胞骨架和微管的作用变得愈发重要。除了提供结构支持外，微管的功能还包括轴浆传输和控制细胞的运动、生长与形状等。
协调客观还原模型将彭罗斯–卢卡斯论证与哈默罗夫关于微管中量子处理的假设相结合。它提出，当大脑中的凝聚体经历客观波函数坍缩时，这种坍缩将非计算的大脑决策功能与时空基本几何结构联系起来。该理论进一步提出，微管既影响神经元之间突触的常规活动，也受其影响。

### 微管计算

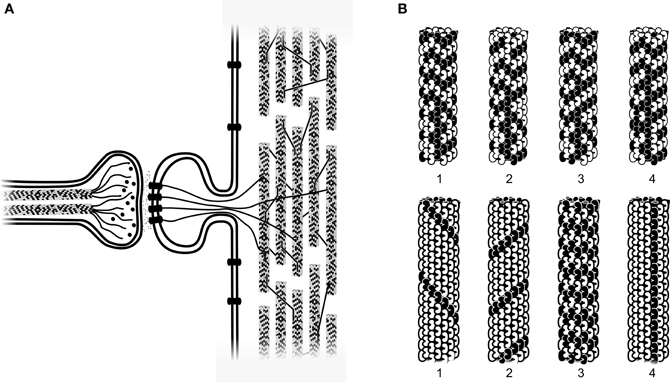
A：轴突末梢通过突触释放神经递质，并被神经元树突棘中的微管接收。
B：模拟的微管蛋白改变状态。

哈默罗夫提出微管是量子处理的合适候选者。微管由微管蛋白亚基组成。微管蛋白二聚体拥有疏水性袋，可能含有离域的π电子。微管蛋白还包括其他更小的非极性区域，例如每个微管蛋白有8个色氨酸，其中包含分布在整个微管蛋白中的富含π电子的吲哚环，间距约为2纳米。 哈默罗夫声称2纳米已经足够小到能引发微管蛋白π电子的量子纠缠。在纠缠过程中，粒子状态变得不可分。哈默罗夫起初在《宇宙学杂志》上发文指出微管蛋白亚基电子会形成玻色–爱因斯坦凝聚。 他后来又提出了弗勒利希凝聚的可能性，这是一种假设的偶极分子的相干振荡。哈默罗夫推断，这种凝聚行为会放大纳米级量子效应，从而对大脑产生大规模影响。不过这遭到了赖默斯（Jeffrey R. Reimers）的反对。哈默罗夫随后回应了赖默斯，认为他们并没有证明微管中相干的弗勒利希凝聚是不可行的，指出赖默斯的模型微管所基于的哈密顿算符并不是源于真正的微管结构，而只是简单的线性振荡器链。
哈默罗夫随后提出，一个神经元微管中的凝聚体可以通过电突触的间隙连接与其他神经元和神经胶质细胞中的微管凝聚体连接。他认为细胞之间的间隙足够小到能使量子物体穿过，使它们能够延展到大脑的大面积区域。一些理论认为间隙连接与γ振荡有关，于是他进一步假设，这种大规模量子活动便是40赫兹γ波的来源。

### 相关实验结果
2022年4月，两个相关实验的结果在意识科学会议上发表。在一项哈默罗夫参与的研究中，阿尔伯塔大学的杰克·杜斯琴斯基研究了一种称为延迟发光（delayed luminescence）的现象，在该过程中微管将被困住的光重新发射了出来。 杜斯琴斯基怀疑这一现象有量子起源，并发现当使用麻醉剂时这一过程的持续时间显著缩短。他认为这或许表明对延迟发光现象的阻碍可能使大脑处理信息的过程停滞。在第二个实验中，普林斯顿大学的格雷戈里·D·斯科尔斯和阿拉特·卡尔拉（Aarat Kalra）使用激光激发微管蛋白内的分子，这一激发通过微管扩散到比预期更远的程度，而在麻醉剂下重复实验时则不会发生这种情况。

## 批评
协调客观还原模型受到一些物理学家和神经科学家的批评，他们认为这并不是一个完善的大脑生理模型。 该模型也因缺乏解释力而受到批评。哲学家帕特里夏·丘奇兰德写道：“突触中的精灵尘埃的解释力与微管中的量子相干性一样强大。” 

### 生物体中的量子退相干
马克斯·泰格马克于2000年声称，大脑中的任何量子相干系统在影响神经过程之前很久就会因与环境的相互作用而发生有效的波函数坍缩（后来这被称为大脑“温暖、潮湿和嘈杂”的论点）。他发现在大脑温度下微管纠缠的退相干时间尺度为飞秒数量级，这对于神经处理来说太短了。克里斯托弗·科赫和克劳斯·黑普也同意量子相干在神经生理学中没有一席之地。  科赫和黑普认为，即便我们能够发现由电或化学突触连接的神经元中缓慢退相干、可控的量子比特，或者一种用于大脑计算的有效量子算法，这类假说仍旧是很不可能成立的。而在那之前，我们没有理由使用量子力学来解释意识等高级脑功能。
作为对泰格马克的回应，哈根（Hagan）、杜斯琴斯基和哈默罗夫声称泰格马克的质疑非并针对协调客观还原模型本身，而是他自己构建的模型。他的模型涉及相隔24纳米的的量子叠加态，而非协调客观还原模型所要求的小得多的分离。哈默罗夫的团队声称他们计算得到的退相干时间比泰格马克计算的大七个数量级，尽管仍远低于25毫秒（对应40赫兹γ波）。此外，哈默罗夫团队还提出，抗衡离子的德拜层可以屏蔽热波动，并且周围的肌动蛋白凝胶可能会增强水的有序性，进一步屏蔽噪音。他们还提出，不相干的代谢能量可以进一步有序化水，另外微管晶格的构型也可能适合量子纠错，作为一种抵抗量子退相干的手段。  
2009年，赖默斯、麦克凯米什（McKemmish）等发表了对该模型的批评。模型的早期版本要求微管蛋白电子形成玻色–爱因斯坦或弗罗利希凝聚，而赖默斯团队指出缺乏经验证据表明这种情况可能发生。此外，他们计算出微管只能支持弱8兆赫的相干性。麦克凯米什则认为芳香分子是离域的，因而不能转换状态；并且由GTP转换驱动的微管蛋白构象变化将导致过高的能量需求。

### 神经科学
哈默罗夫经常提到“一个典型的大脑神经元大约有107个微管蛋白（Yu and Baas，1994）”，但这其实是哈默罗夫误解了原作者，而非基于原作者本来的描述。 原作者提到“从一个经历了轴突分化的细胞中重建了56微米轴突的微管阵列”，而这个重建的轴突“包含1430个微管……微管的总长度为5750微米。”直接计算表明，107个微管蛋白（准确地说是9.3×106个微管蛋白）指的是这个重建的56微米轴突内的微管蛋白数量。
哈默罗夫1998年时的假设认为皮质树突主要包含A晶格微管，但1994年吉川（Kikkawa）等的研究表明所有体内微管都有一个B晶格和一个接缝。 
协调客观还原模型还需要神经元和神经胶质细胞之间的间隙连接，但宾莫勒（Binmöller）等人于1992年证明这些在成人大脑中并不存在。对于从大鼠胚胎中提取的原代神经元培养物（primary neuronal cultures）的体外研究表明，未成熟的神经元和星形胶质细胞之间存在电紧张（间隙连接）耦合的证据；然而，协调客观还原模型则声称成人大脑中成熟的神经元与星形胶质细胞存在电紧张耦合。因此，协调客观还原模型与弗罗斯（Fróes）等人所述的神经元成熟过程中神经元与星形胶质细胞的电紧张解耦相矛盾：“连接通讯可能在神经发育的早期阶段提供神经元和星形胶质细胞网络之间的代谢和电紧张互连，但随着分化的进展，这种相互作用会减弱。” 
关于该模型的生物学批评还包括对突触前轴突末梢神经递质的概率释放缺乏解释等。
2014年，彭罗斯和哈默罗夫回应了对该模型的一些批评，并修正了理论的一些次要假设，但保留了其核心部分。